# Фаль, Герберт-Эрнст
Герберт-Эрнст Фаль (нем. Herbert-Ernst Vahl; 9 октября 1896, Позен — 22 июля 1944, Салоники) — немецкий военачальник, бригадефюрер СС и генерал-майор войск СС, кавалер Рыцарского креста Железного креста.

## Первая мировая война
Герберт-Эрнст Фаль родился 9 октября 1896а в городе Позен. С 1914 года служил в 7-м (западно-прусском) пехотном полку. 8 января 1915 года был отобран для обучения на получение офицерского звания. Во время Первой мировой войны воевал на Западном Фронте. Принимал участие в боевых действиях на реке Сомма и недалеко от Вердена. Во время войны, он дважды был ранен, в 1916 и 1917 годах, был награждён медалью за ранение в чёрном и серебряном цветах. Он также был награждён Железным крестом 1-го и 2-го класса.

## Между мировыми войнами
После Первой мировой войны он остался в новом рейхсвере, где работал учителем в различных военных училищах, а после служил в 14-й роте 16-го кавалерийского полка в Берлине. После прихода к власти нацистов, в ноябре 1936 года Фаль был произведён в майоры и назначен командиром 2-го батальона 4-го танкового полка 2-й танковой дивизии.

## Вторая мировая война
К началу Второй мировой войны Герберт-Эрнст Фаль стал обер-лейтенантом, и командовал 65-м танковым батальоном 6-й танковой дивизии. На этой должности он принимал участие в Польской кампании. За боевые отличия награждён Железным крестом 1-го и 2-го класса. С мая 1940 года он командовал 101-м танковым батальоном, который представлял собой особое подразделение, в состав которого входили только огнемётные танки. С этим батальоном Герберт участвовал во Французской и Балканской кампаниях, а также во вторжении в Советский Союз. С июля 1941 года Фаль командовал 29-м танковым полком 12-й танковой дивизии. В это время он был награждён Немецким крестом в золоте и знаком «За танковую атаку».
По приказу из Берлина 1 августа 1942 года Фаль был переведён в Войска СС. Он вступил в организацию СС (билет № 430 348), где получил звание штандартенфюрера и был назначен командиром танкового полка в составе моторизованной дивизии СС «Рейх». Во время третьей битвы за Харьков 10 февраля 1943 года заменил раненого Георга Кепплера на посту командира дивизии СС «Рейх».
С 18 февраля по 6 марта 1943 года оберфюрер СС Герберт-Эрнст Фаль вёл подчинённую ему дивизию СС «Рейх» в ожесточённых наступательных боях более 350 км во время самых сложных условий для командования войсками. Неоднократно приходилось перебрасывать дивизию в кратчайшие сроки, но даже в этих случаях он уничтожал противника, где бы они не встречались. Дивизия почти всегда находилась на острие атаки на протяжении всей операции. Успешные результаты усилий дивизии во многом объясняются энергией оберфюрера СС Фаля, который своим присутствием во главе атаки и своими многочисленными независимыми решениями решающим образом повлиял на темп атаки и конечный результат. 18 марта он был серьёзно ранен в бою и временно заменён оберфюрером СС Куртом Бразаком. За свои действия во время харьковской операции 31 марта 1943 его наградили Рыцарским крестом Железного креста.
С 1 июля 1943 он стал генеральным инспектором всех танковых частей войск СС. 7 мая 1944 Фаля назначили командиром 4-й полицейской моторизованной дивизии СС, дислоцированной в Греции. 13 июля 1944 года Фаль прибыл в Грецию, чтобы принять командование дивизией. Здесь он занялся координацией антипартизанских операций в северной Греции. 22 июля 1944 года погиб в автомобильной катастрофе, вызванной неожиданным нападением греческих партизан.

## Чины
- Лейтенант (8 января 1915)
- Оберлейтенант (1 апреля 1925)
- Ротмистр (1 февраля 1931)
- Майор (1 ноября 1936)
- Оберстлейтенант (1 февраля 1939)
- Оберст (13 декабря 1941)
- Штандартенфюрер СС (1 августа 1942)
- Оберфюрер СС (10 февраля 1943)
- Бригадефюрер СС и генерал-майор войск СС (1 апреля 1943)

## Награды
- Железный крест (1939)
  - 2-й степени (12 октября 1939)
  - 1-й степени (13 июля 1941)
- Медаль «За зимнюю кампанию на Востоке 1941/42»
- Медаль «За выслугу лет в вермахте»
- Почётный крест Первой мировой войны 1914/1918
- Знак «за ранение» в чёрном
- Знак «за танковую атаку»
- Немецкий крест в золоте (17 ноября 1941) — оберстлейтенант, командир 29-го танкового полка
- Рыцарский крест Железного креста
  - Рыцарский крест (31 марта 1943) — оберфюрер СС, командир моторизованной дивизии «Рейх»